# 大克罗塞
大克罗塞（法語：Crosey-le-Grand，法語發音：[kʁozɛ lə ɡʁɑ̃]）是法国杜省的一个市镇，与小克罗塞相邻，属于蒙贝利亚尔区。

## 地理
大克罗塞（47°21'20"N, 6°31'30"E）面积10.28 平方千米，位于法国勃艮第-弗朗什-孔泰大區杜省，该省份为法国东部内陆省份，北起上索恩省，西接汝拉省，东部及东南部与瑞士接壤，东北部与贝尔福地区省接壤。
与大克罗塞接壤的市镇（或旧市镇、城区）包括：奥尔沃、韦勒旺、昂特伊、沙佐、派德克莱瓦勒。

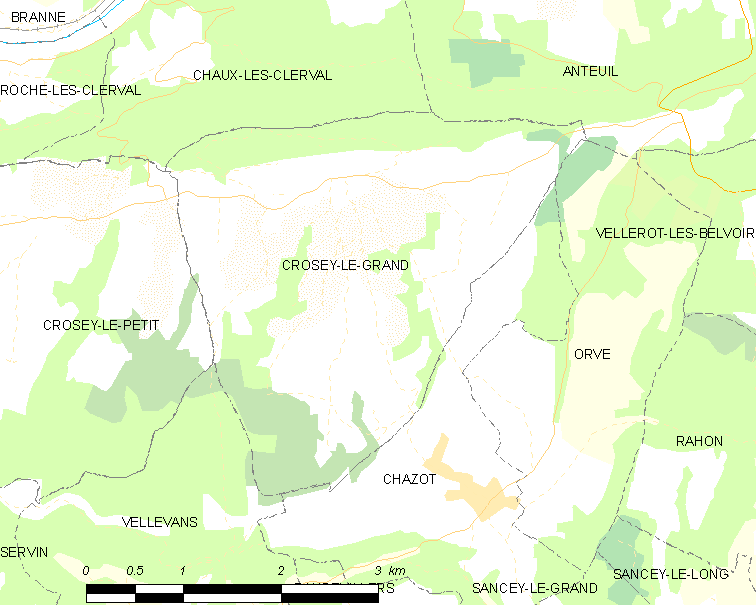
大克罗塞的OSM定位图

大克罗塞的时区为UTC+01:00、UTC+02:00（夏令时）。

## 行政
大克罗塞的邮政编码为25340，INSEE市镇编码为25177。

## 政治
大克罗塞所属的省级选区为巴旺县。

## 人口

1962-2008年间大克罗塞人口变化图示

大克罗塞于2022年1月1日时的人口数量为148人。